# Wachau
Die Wachau ([vaˈxaʊ̯], mit Betonung auf dem „au“ [aʊ̯] in der letzten Silbe) ist die Landschaft im und um das Tal der Donau zwischen Melk und Krems an der Donau in Niederösterreich, etwa 80 Kilometer westlich der Bundeshauptstadt Wien. Im Jahr 2000 wurde sie als Kulturlandschaft Wachau (englisch Wachau Cultural Landscape) mit den Stiften Melk und Göttweig sowie der Altstadt von Krems in die Liste des UNESCO-Weltkultur- und -Naturerbes aufgenommen.

## Name
Die Bezeichnung Wachau findet sich als Wachowam bereits in der Confirmatio Ludovici Pii aus dem Jahr 823 und in der Schreibweise Vuachoua in einer Urkunde Kaiser Ottos I. aus dem Jahr 972.

## Geographie

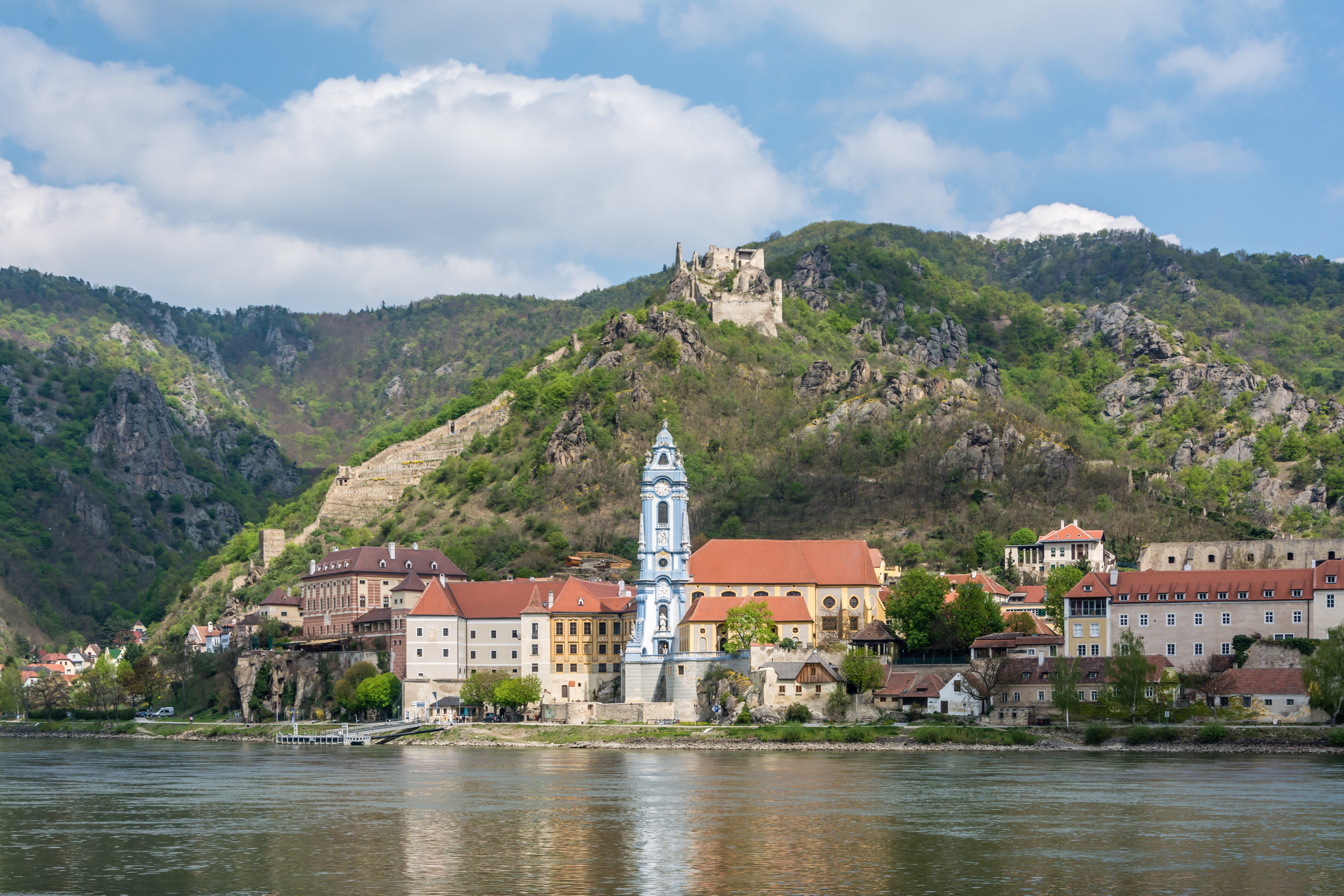
Dürnstein Richtung Norden (Waldviertel) mit der Ruine Dürnstein

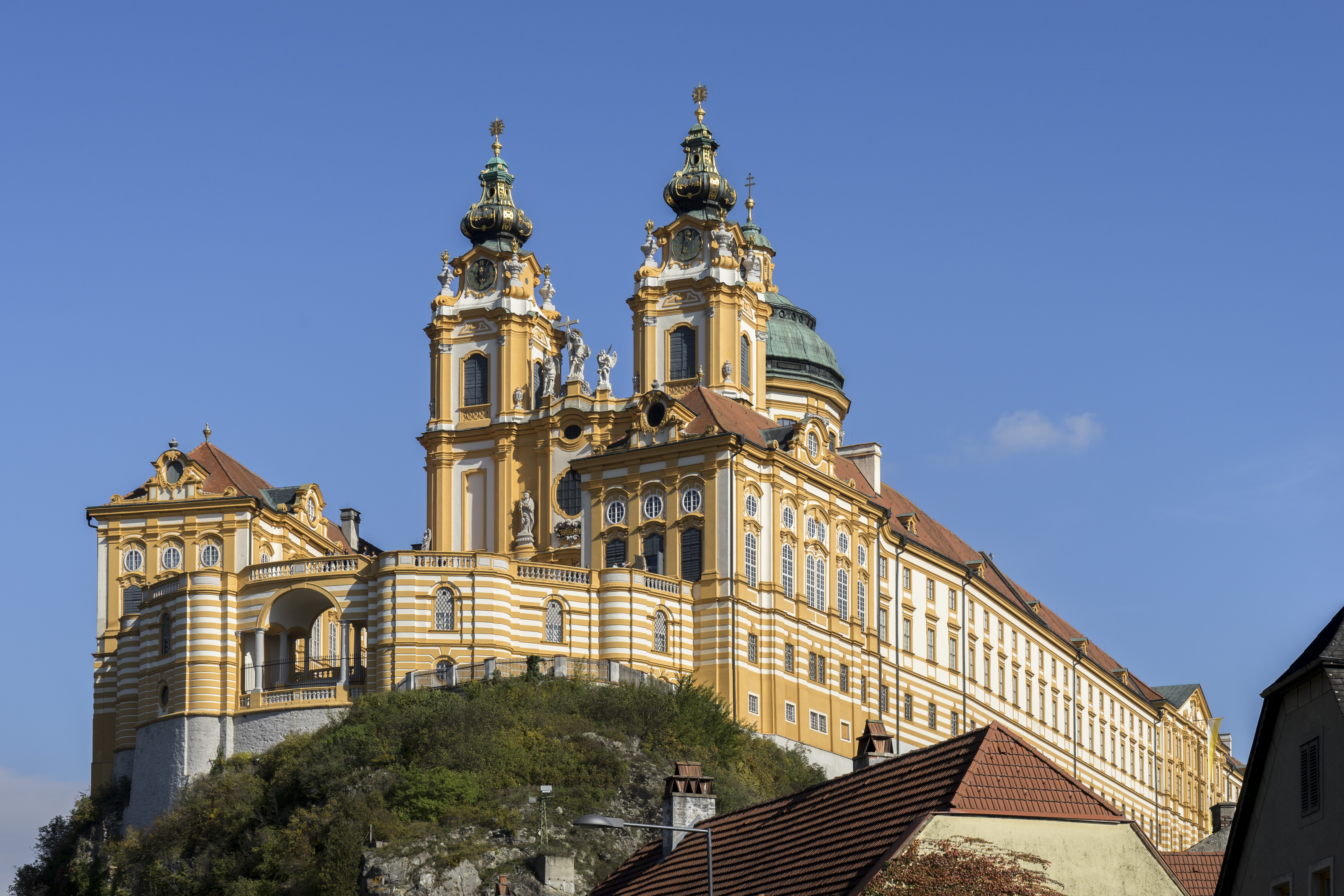
Stift Melk

Die Wachau umfasst die Flusslandschaft im rund 35 km langen östlichen (unteren), zwischen Melk und Krems an der Donau gelegenen, Südwest-Nordost verlaufenden Abschnitt eines Durchbruchstals der Donau einschließlich des Seitentals Spitzer Graben sowie die jeweils angrenzenden Hochlagen. Die Donau schneidet sich hier, wie auch im westlich (flussaufwärts) benachbarten Struden- und Nibelungengau, durch die Südspitze der Böhmischen Masse. Die Wachau gehört demzufolge zur südlichen Randzone des österreichischen Naturraums Granit- und Gneishochland. Die höchsten Erhebungen sind der Jauerling (960 m ü. A.) und Sandl (723 m). Die Wachau liegt an der Grenze zweier niederösterreichischer Viertellandschaften, wobei der Südwesten zum Mostviertel und der Nordosten zum Waldviertel gehört. Nach Osten, von Krems flussabwärts, schließt sich an die Wachau das Tullnerfeld an.
Die Landschaft ist einerseits geprägt durch die Donau und die ufernahen, niedrig gelegenen klimatisch begünstigten Bereiche (Geländehöhe rund 200 m) und andererseits durch die angrenzenden Hügel des Dunkelsteinerwaldes und des Waldviertels mit ihren kalten Wintern (Geländehöhe bis 900 m und teils darüber). Das südöstliche (rechte) Donauufer gehört zur Nordwestabdachung des Dunkelsteinerwaldes. Hier liegen in Fließrichtung die Gemeinden Melk, Schönbühel-Aggsbach, Rossatz-Arnsdorf, Bergern im Dunkelsteinerwald, Mautern und Furth bei Göttweig. Am nördlichen Donauufer liegen die Gemeinden Emmersdorf, Aggsbach Markt, Maria Laach, Mühldorf und Krems.
Hauptorte sind Spitz, Weißenkirchen und Dürnstein.

## Geschichte

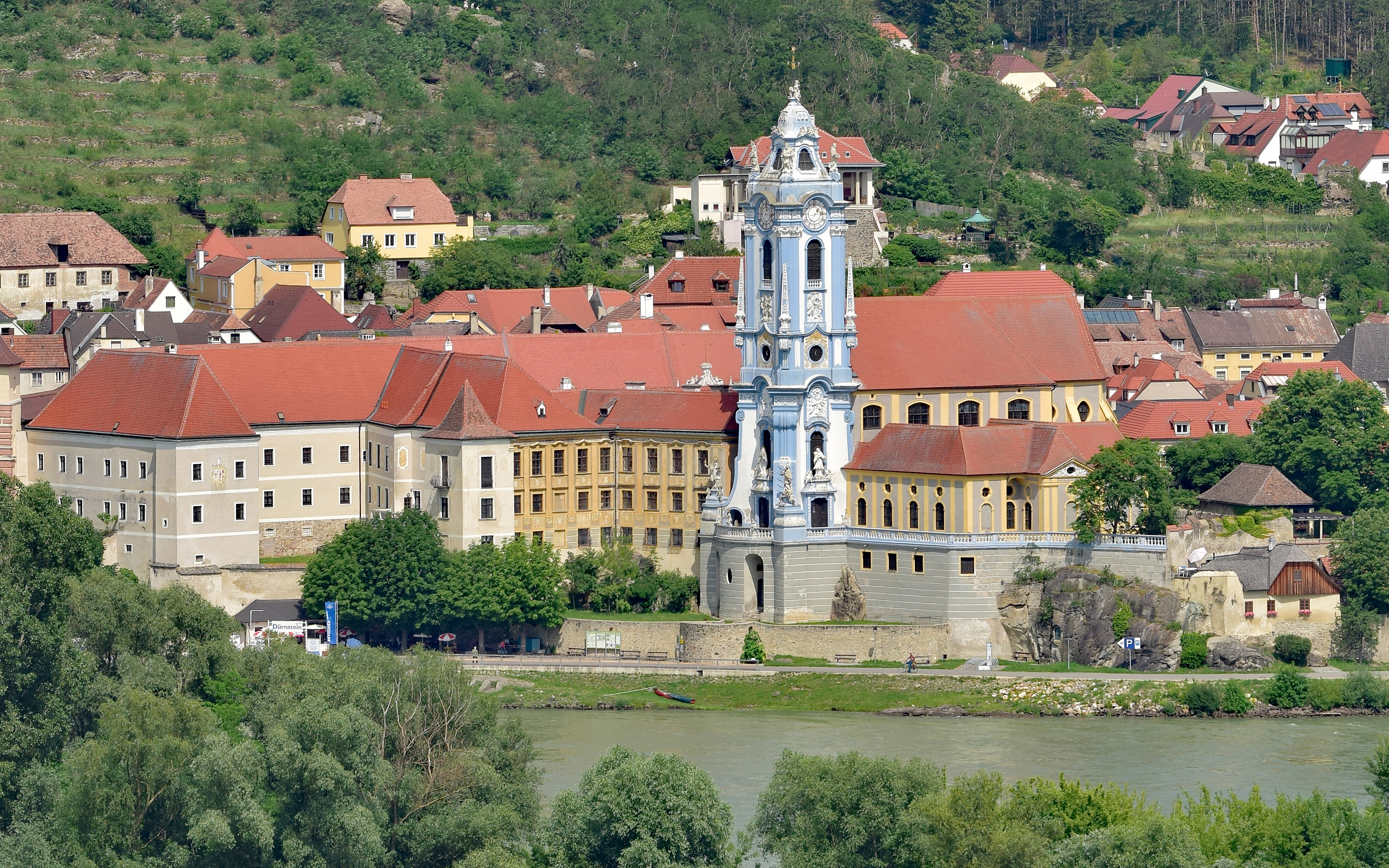
Kirche Dürnstein

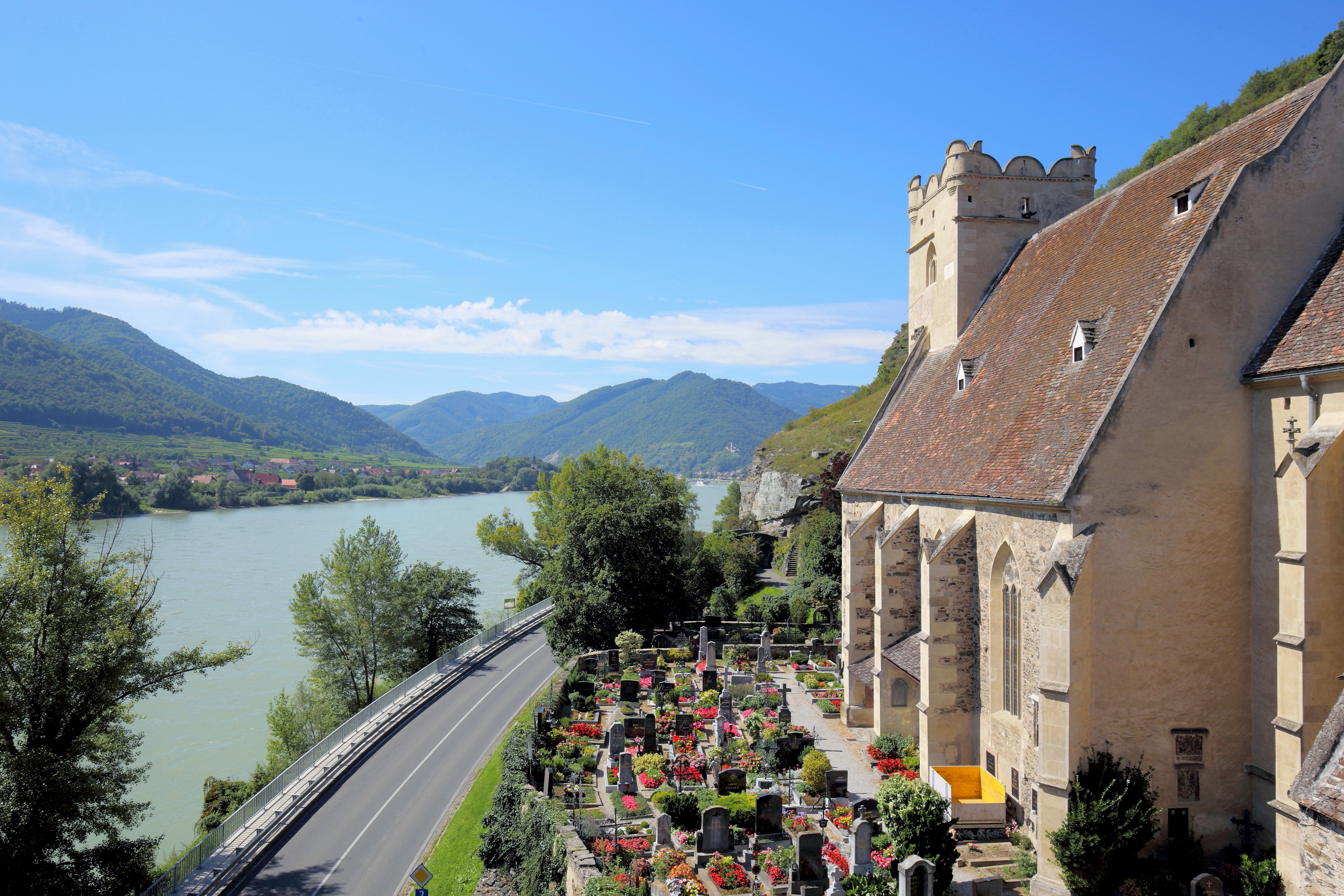
Blick vom Wehrturm in St. Michael stromaufwärts. Rechts die älteste Kirche der Wachau

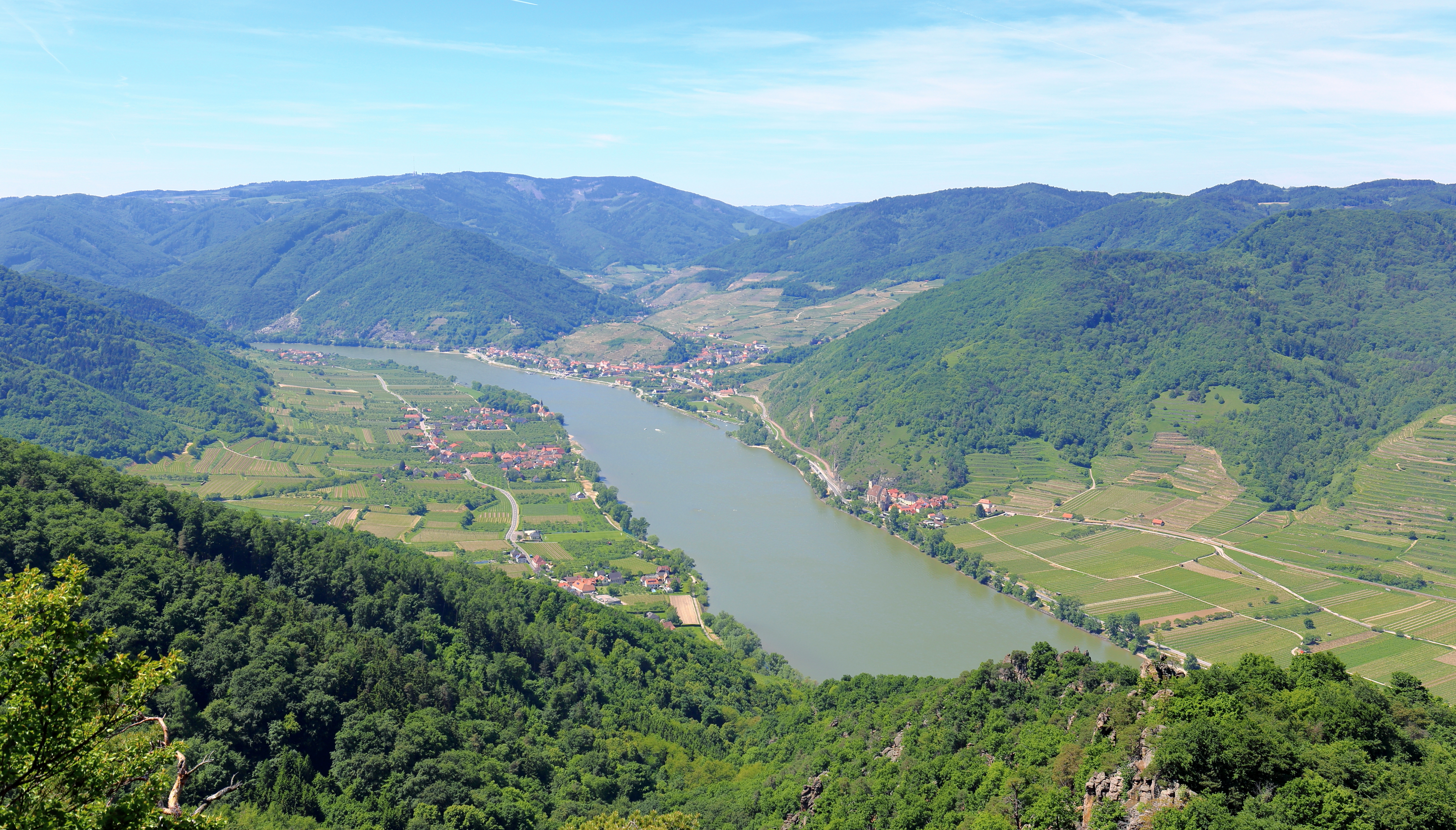
Die Wachau im Bereich Spitz an der Donau mit Blickrichtung Westen

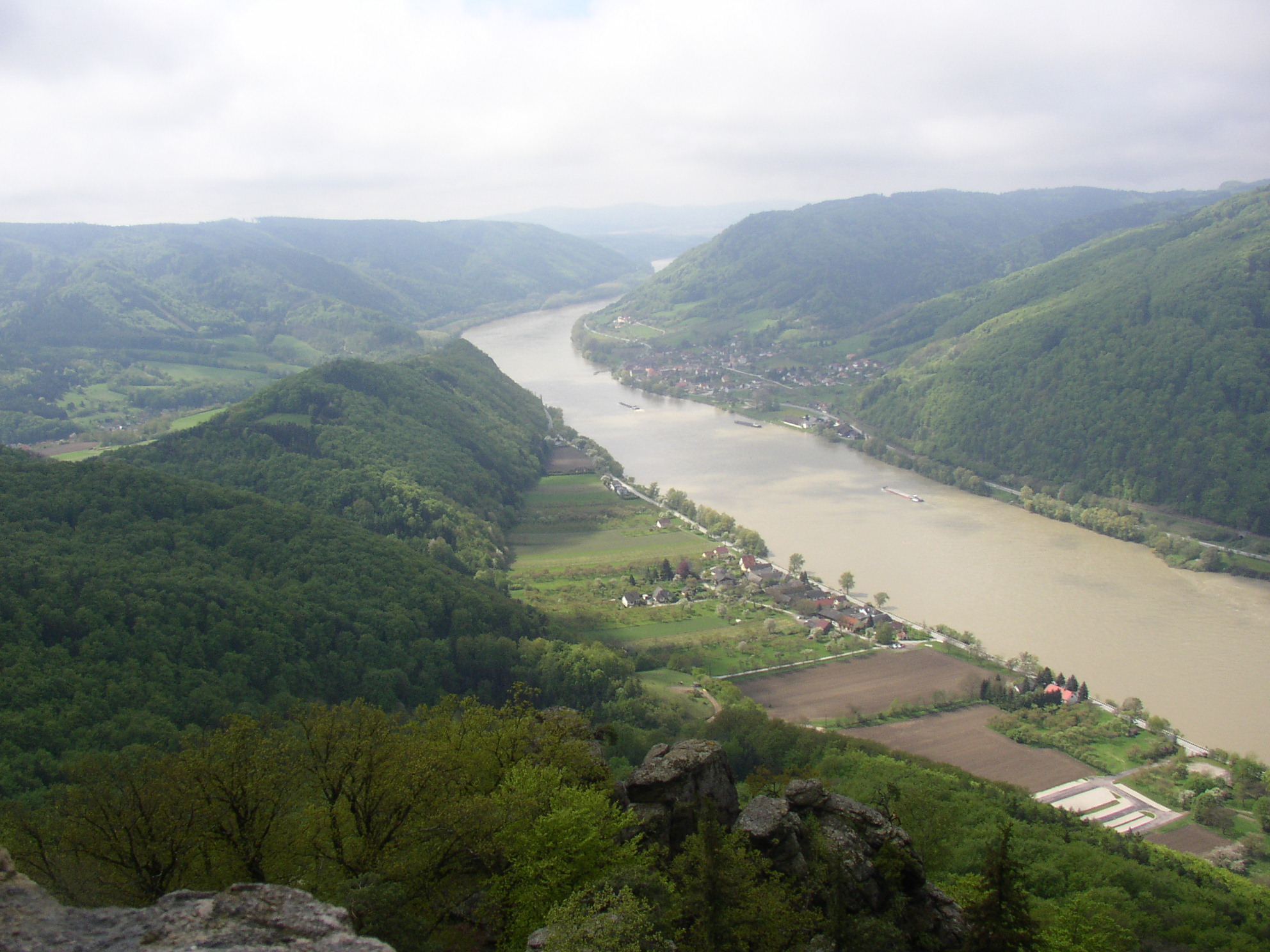
Die Wachau westlich der Burgruine Aggstein

### Frühgeschichte
Die bekanntesten Fundstellen ältester Spuren der Anwesenheit von Menschen in der Wachau befinden sich in Willendorf. Es handelt sich hier um die figürliche Frauendarstellung der Venus von Willendorf. Sie wird dem Jungpaläolithikum, der Zeit der Einwanderung des anatomisch modernen Menschen (Homo sapiens) in das zuvor nur von Neandertalern bewohnte Europa, zugeordnet.

### Römerzeit
Seit der Eingliederung des keltischen Königreichs Noricum in das Römische Reich 15 v. Chr. bildete die Donau in der Wachau die Nordgrenze des Imperiums. Zunächst behielt das Königreich eine eingeschränkte Autonomie als tributpflichtiges Fürstentum, doch unter Kaiser Claudius (41–54 n. Chr.) wurde es endgültig zur römischen Provinz Noricum. Entlang der Grenze verlief auch durch die Wachau der Donaulimes. Das Kastell Favianis (heute Mautern) sicherte den Ausgang der Wachau und entlang des Südufers entstanden mehrere Burgi, d. h. kleine wachturmartige Kastelle, deren Reste (zumeist als Teile neuerer Gebäude) noch erhalten sind, vor allem der Burgus Bacharnsdorf. Mit der zumindest teilweisen Evakuierung der romanischen Bevölkerung auf Anordnung von König Odoaker 488 endete die römische Herrschaft.

### Mittelalter
Im Mittelalter wurde die Wachau durch die Kuenringer beherrscht, die in Aggstein (südlich der Donau) und in Dürnstein (nördlich der Donau) Burgen besaßen. Die Zwettler „Bärenhaut“, die wichtigste Quelle der Geschichte der Kuenringer, berichtet von der tatkräftigen Regierung Hadmars II. über die „edle und fruchtbare Landschaft Wachau“ (nobili et fertili districtu qui Wachawe dicitur). Seine Söhne Heinrich I. und Hadmar III. waren jedoch als „Hunde von Kuenring“ verrufen und galten als Raubritter, „deren Knechte die Donauschiffer grausam ausraubten“ (omnes in navigio Danubii descendentes vel ascendentes famuli eorum atrociter spoliaverunt). Unter den Kuenringern entstand jedoch ein vergleichsweise hoch entwickeltes Gemeinwesen. Die Kuenringer wurden schließlich militärisch geschlagen und ihre Burgen zerstört.
Mit der Zeit der Kuenringer ist auch die Einkerkerung des englischen Königs Richard Löwenherz in Dürnstein verbunden. Richard Löwenherz wurde in einer Gaststätte in Erdberg bei Wien als solcher erkannt, als er auf dem Rückweg nach England war, gefangen genommen und nach Dürnstein überstellt.
Die älteste Kirche der Wachau ist die „Wehrkirche St. Michael“. Als Vorsichtsmaßnahme gegen die vordringenden Türkenheere wurde das Gotteshaus befestigt.
Aufgrund des guten Ertrages und der hohen Qualität besaßen viele – auch weit entfernte – Klöster eigene Weingärten in der Wachau.

### Neuzeit
Am 11. November 1805 fand im Zuge des Dritten Koalitionskriegs mit der Schlacht von Dürnstein in der Wachau ein heftiges und verlustreiches Gefecht zwischen französischen und russisch-österreichischen Truppen statt.

### Jahrhundertwende
Ende des 19. Jahrhunderts begann infolge der Entdeckung der Landschaft durch Malerklassen der Wiener Kunstakademien und durch gezielte Förderung des Ausflugstourismus, etwa durch Augustin Weigl, der Aufschwung der Wachau als Ausflugsgebiet der Wiener. Der Tourismus erreichte in der Zeit nach dem Zweiten Weltkrieg einen weiteren Höhepunkt, der sich auch in österreichischen Filmproduktionen niederschlug. Insbesondere Der Hofrat Geiger sowie dessen Neuinszenierung Mariandl mit der Fortsetzung Mariandls Heimkehr und dem populären Schlager Mariandl („… aus dem Wachauer Landl, Landl“) nach der Melodie von Hans Lang und dem Text von Kurt Nachmann machten die Gegend bekannt. Viele der in dieser Zeit genutzten Ausflugslokale sind in der Folgezeit verschwunden. Aber auch in den letzten Jahren wurde gezielt mit Fernsehserien wie der Donauprinzessin Tourismuswerbung betrieben.

### Neuere Geschichte
Bei der Restaurierung des Stiftes Dürnstein in den 1980er Jahren stieß man auf eine blaue Färbelung am Kirchturm, die wiederhergestellt wurde. Zur Zeit der Restaurierung war diese Farbe stark umstritten. Erst in den Folgejahren entwickelte sich das Aussehen in dieser Farbe zu einem Wahrzeichen in der Wachau.
Anfang der 1970er-Jahre existierten Pläne, an der Donau ein Wasserkraftwerk (Donaukraftwerk) mit dem Ziel der Energienutzung und der Verbesserung der Schifffahrtsverhältnisse zu errichten. Der Staudamm sollte bei Rossatz gegenüber von Dürnstein liegen und in trockener Bauweise errichtet werden. Diese Vorhaben wurden nach heftigem Widerstand der Bevölkerung nicht umgesetzt und 1983 endgültig von der Regierung aus dem Programm gestrichen. Die Donau in der Wachau ist daher noch eine verbliebene freie Fließstrecke.
Im Jahr 2006 wurde jener Altarm, der als Kanal für das Kraftwerk gedient hätte, wieder an die Donau angebunden, diesmal aber für Umweltschutzzwecke und mit Unterstützung von 80 Grundeigentümern aus Rührsdorf und Rossatz.

## Regionalentwicklung

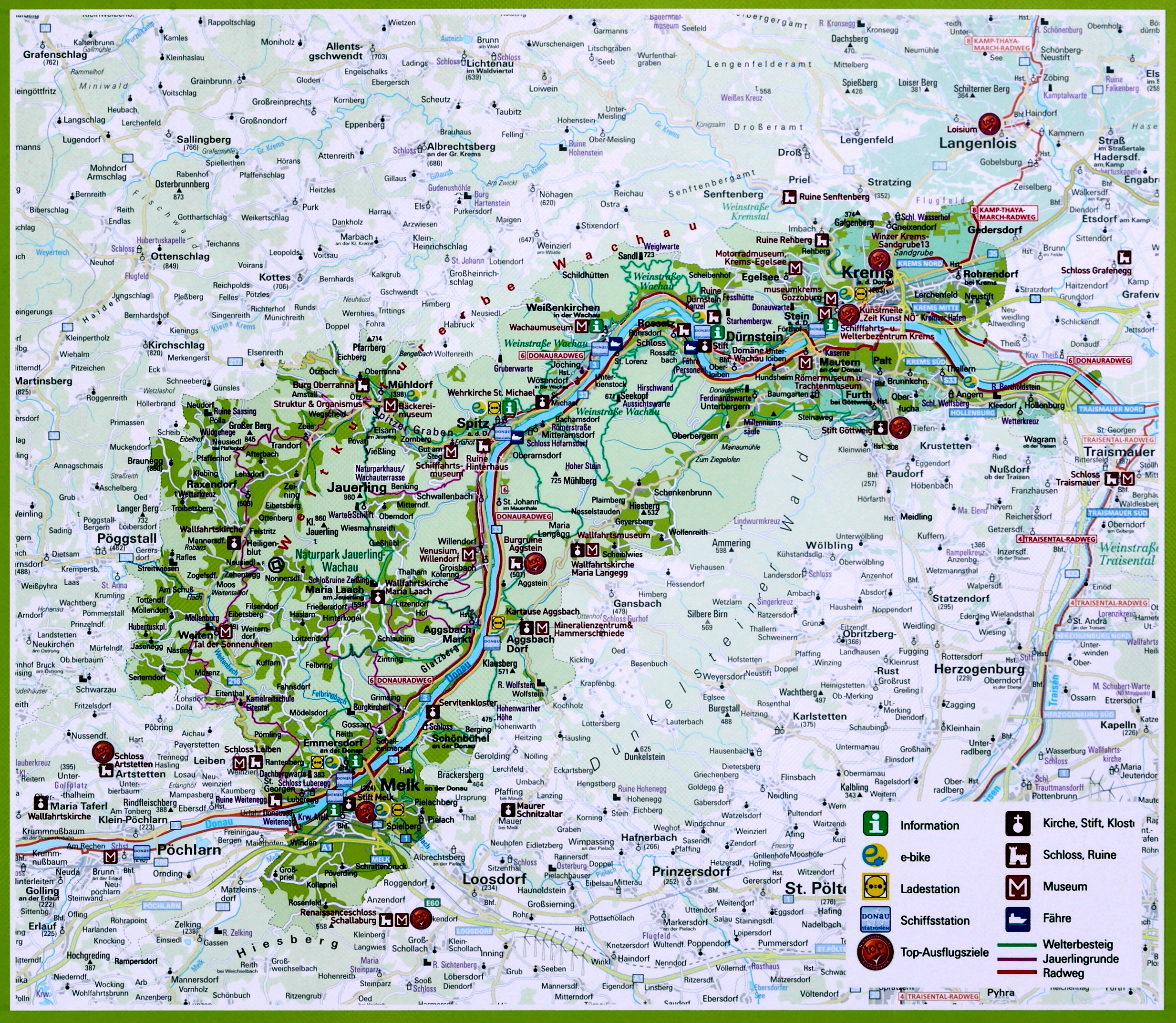
Übersichtskarte der UNESCO-Weltkulturerbestätte „Kulturlandschaft Wachau“

1955 wurde die Wachau zum Landschaftsschutzgebiet erklärt.
Seit 1994 besitzt die Region das Europäische Diplom für geschützte Gebiete des Europarates, das 1999 und 2004 jeweils auf die Dauer von fünf Jahren sowie 2009 und 2019 auf weitere 10 Jahre wiederverliehen wurde.
Mit dem Jahr 2000 ist das Tal der Donau, mit den Stiften Melk und Göttweig und der Altstadt von Krems, als Kulturlandschaft Wachau (engl. Wachau Cultural Landscape) in die Liste des UNESCO-Weltkultur- und -Naturerbes aufgenommen worden.
Die Wachau betreibt seit 2002 unter Zuhilfenahme europäischer und nationaler Programme wie LEADER und LIFE Natur aktive Regionalentwicklung und Regionalpolitik mit Schwerpunkt auf Ökologie und Nachhaltigkeit. Das Welterbemanagement koordiniert heute von seinem Büro in Spitz aus die Interessen der 15 Wachaugemeinden sowie einer Reihe von weiteren Institutionen und NGOs sowie vieler privater Freunde der Region.
Seit Ende 2007 ist die Wachau erneut als LEADER-Region anerkannt, diesmal mit der Kleinregion Dunkelsteinerwald als Partner. Vorangegangen ist dem der größte Beteiligungsprozess in der Geschichte der Region. An den Vorbereitungsarbeiten nahmen mehr als 1000 Bürger der Wachau, aber auch von außerhalb, teil. Für die Förderperiode 2014–2020 wurde die Region wieder gemeinsam mit der Kleinregion Dunkelsteinerwald anerkannt.
Seit 2018 gibt es zudem eine Ornithologische Arbeitsgemeinschaft Wachau (OAGW), die sich um den Schutz und die Erforschung der Vogelwelt kümmert.

## Landwirtschaft
Das vergleichsweise milde Klima des Talgrundes führte auch zu intensivem Wein- und Obstbau. Ersterer wird überwiegend an den Hängen in Steinterrassen betrieben. Für die Qualität sind die häufigen Sonnentage und die kühlen Nächte von Bedeutung. Als Weinspezialitäten gelten der Riesling, der Grüne Veltliner und der Neuburger. Der Weinausschank erfolgt in zahlreichen Heurigenbetrieben durch Winzer, die für einige Wochen im Jahr Wein und einfache Speisen anbieten. Beim Obst ist vor allem die Wachauer Marille zu nennen. Die beiden Hauptsäulen der Wirtschaft in der Wachau sind daher der Wein- und Obstbau sowie der Fremdenverkehr. Um dabei die traditionellen Anbaumethoden zu schützen und verstärkt anzuwenden, wurde die Region auch als Wachauer Marille g.U. registriert.

### Weinbau

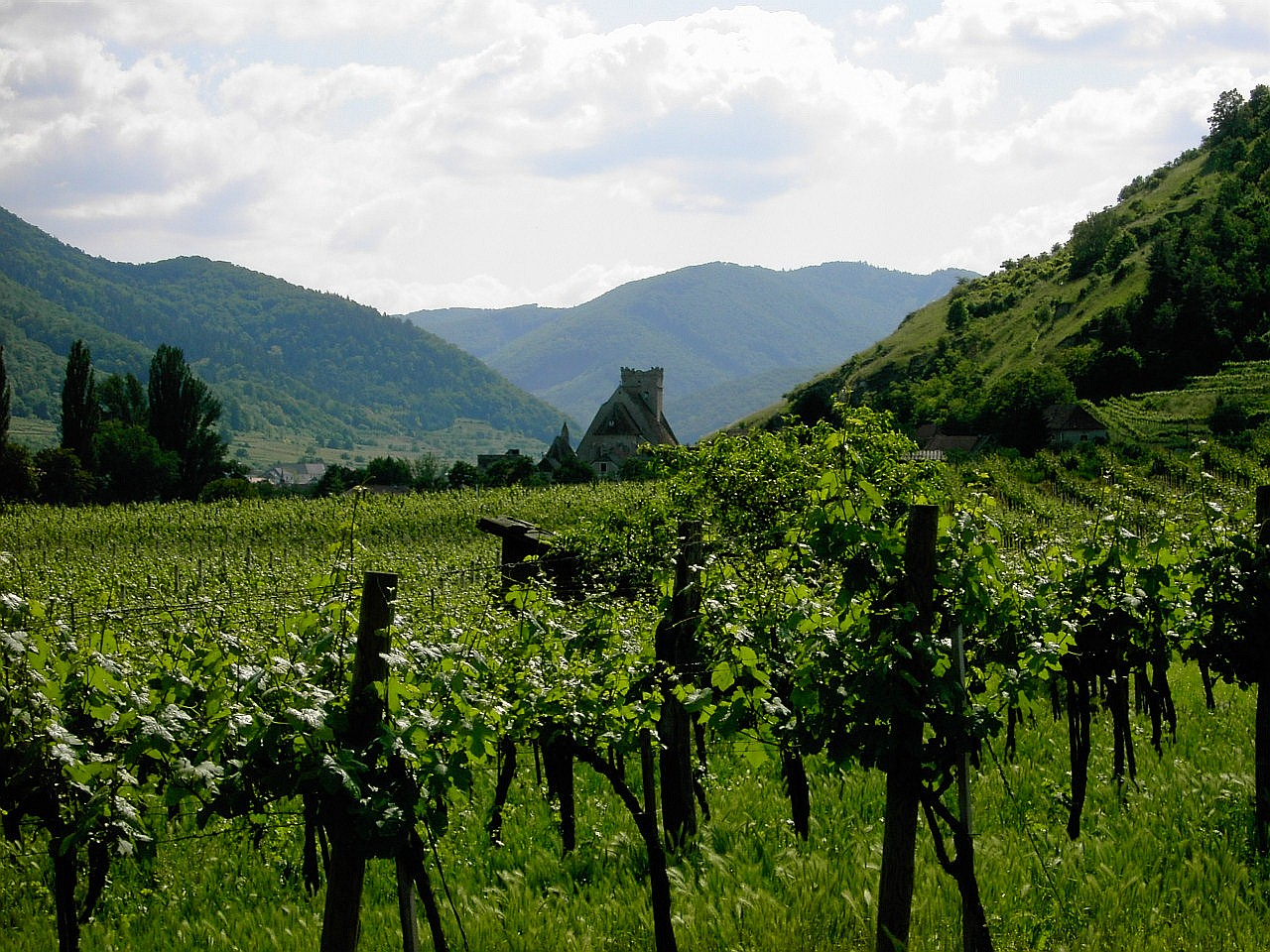
Weinstöcke in St. Michael

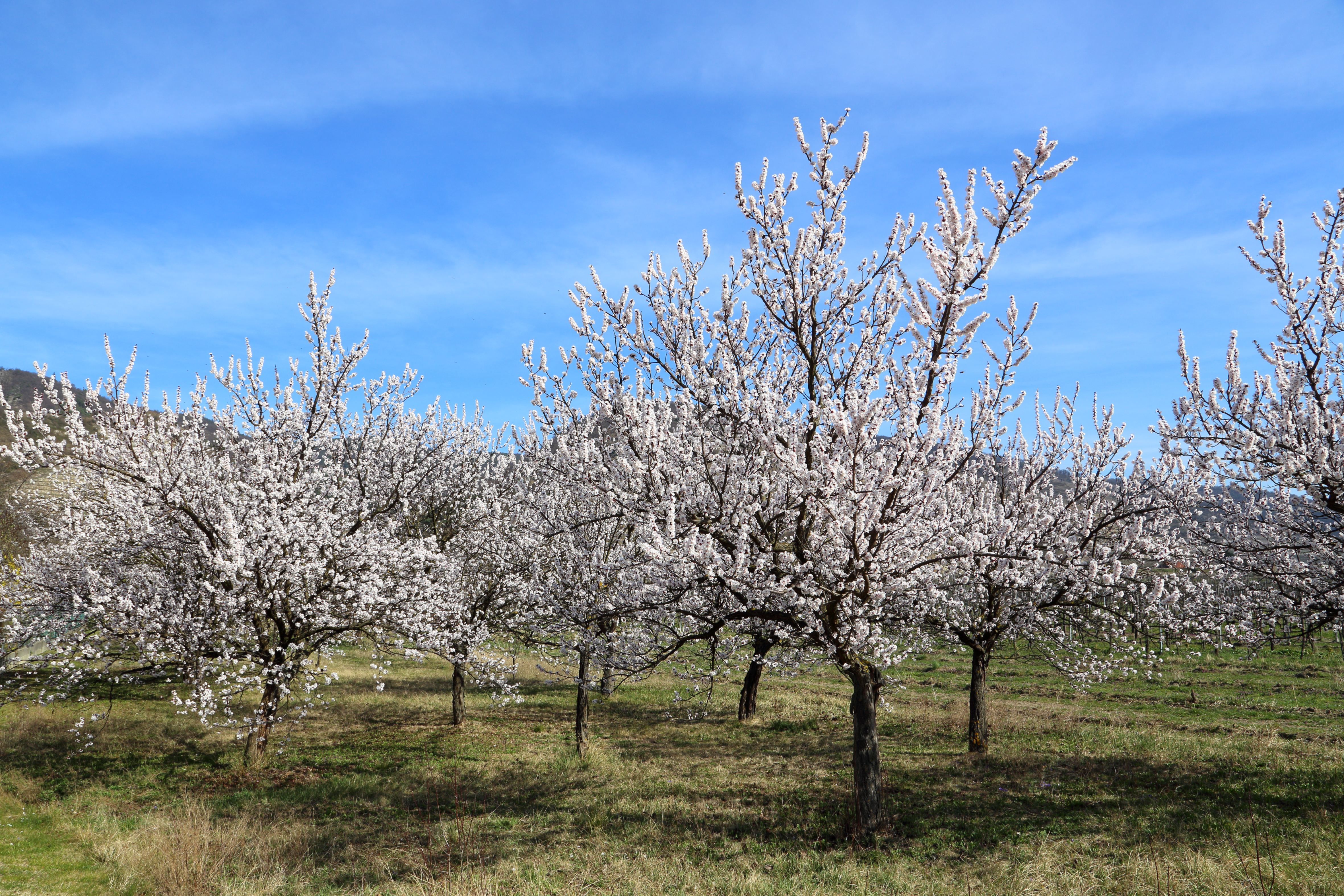
Marillenblüte in der Wachau (Oberloiben, März 2014)

Als „Vinea Wachau Nobilis Districtus“ bezeichnete Leuthold I. von Kuenring/Dürnstein, „Oberster Schenk in Österreich“, (1260–1312) das Kernstück seiner Besitzungen, deckungsgleich mit dem heutigen gesetzlich abgegrenzten Weinbaugebiet Wachau der Vereinigung „Vinea Wachau“. Die Mitglieder erklären verbindlich, der Wachauer Weinkultur zu dienen und ausschließlich Wein aus der Wachau zu führen. Um die Einzigartigkeit der Weine aus der Wachau zu betonen, klassifizierte die Vereinigungen sie in drei Kategorien:
- Steinfeder ist der Name der leichten, duftigen Weine des Weinbaugebietes Wachau. Die Steinfeder (Stipa pennata) – das federleichte Gras der steilen Weinberge der Tallandschaft – gab diesen Weinen seinen Namen. Der Alkoholgehalt der Weine beträgt maximal 11,5 Vol.-%, ist also niedrig. Die Wachau ist das Weinbaugebiet, in dem es aufgrund der naturgegebenen Klimatik und Bodenbeschaffenheit möglich ist, Weine mit so geringem Alkoholgehalt zu keltern.
- Federspiel heißen Wachauer Weine im Kabinettbereich mit einem Mostgewicht ab 17 °KMW und einem Alkoholgehalt zwischen 11,5 und 12,5 Vol.-%.
- Smaragd ist die erstmals für Weine des Jahrgangs 1986 verwendete Bezeichnung für die besten und wertvollsten Weine der Wachau, die nur in den sonnigsten Rieden reifen. Sie sind nach den Smaragdeidechsen benannt, die sich in den Wachauer Weinbergterrassen besonders wohlfühlen. Diese besonders kostbaren Weine mit einem Alkoholgehalt ab 12,5 Vol.-% werden bis zum natürlichen Gärstillstand vergoren und sind immer trocken.

Die über 200 Mitglieder der Winzervereinigung produzieren in mehr als 100 Einzellagen auf rund 1350 ha Fläche und in einer Höhenlage zwischen 200 und 500 Metern. Die Größe ihrer sichtbaren Fläche der Steinmauern wird mit zwei Millionen Quadratmetern angegeben, deren Länge mit rund 720 Kilometern. In früheren Zeiten war der Weinanbau auch noch in höheren und schwieriger zu bearbeitenden Bereichen zu finden gewesen, wovon unzählige, mittlerweile teilweise wieder verwachsene Bereiche zeugen. Grund dafür war u. a. die Bestimmung aus der Maria Theresianischen-Epoche ("Wo ein Pflug kann gehn, darf kein Weinstock stehn"), wonach Gunstflächen am Talgrund der Nahrungs- und nicht der Genussmittelproduktion zu dienen hatten. So beträgt die durchschnittliche Betriebsgröße heute 2,2 ha. Die zwei beliebtesten Weißwein-Rebsorten sind der Grüne Veltliner (57 %) und der Riesling (17 %), beim Rotwein ist es der Zweigelt (6 %).

### Obstbau
Obwohl die Wachau vor allem für ihren Wein bekannt ist, werden am Talgrund bei der Donau und im zur Wachau gehörenden Spitzer Graben sowie auch am rechten Donauufer (insbesondere Arnsdorf) eine besondere Sorte der Marille (Aprikose) gezogen. Die Herkunftsbezeichnung Wachauer Marille ist auch innerhalb der EU geschützt. Aber auch andere Obstsorten, etwa Äpfel, werden kultiviert.

## Tourismus

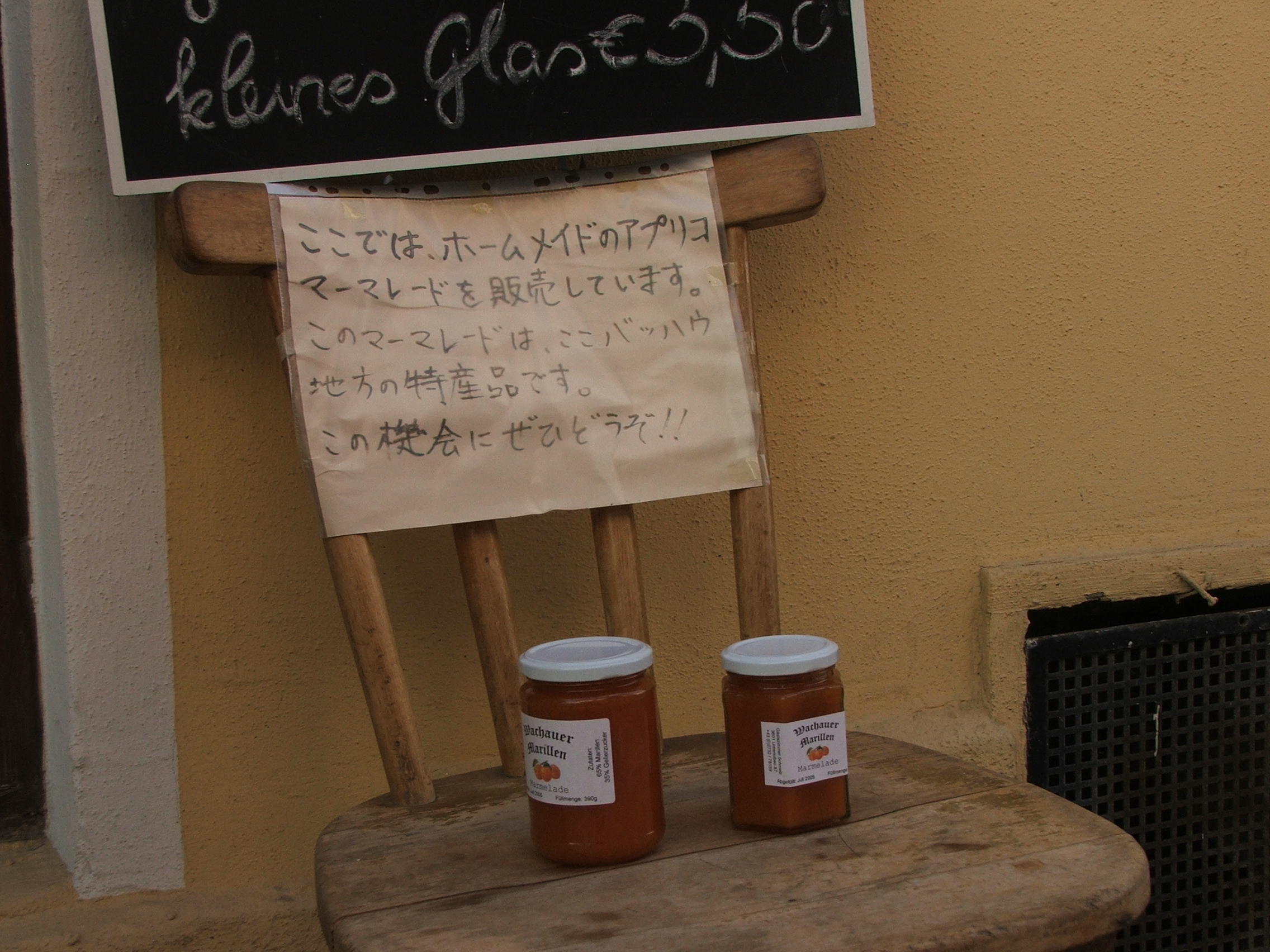
Marillenmarmelade aus der Wachau (inkl. japanischer Beschilderung)

Seit dem Ende des 20. Jahrhunderts erlebt die Wachau einen neuen Aufschwung durch die qualitativ hochstehende Weinkultur und Kochkunst, aber auch vermehrt im Massensegment infolge des Radtourismus. Die Wachau verzeichnete 2008 knapp 680.000 Nächtigungen bei nur 450 Nächtigungsbetrieben und einer zurückhaltenden Tourismusinfrastruktur.
Das angesehene Reisemagazin National Geographic Traveller der National Geographic Society stufte in seinem letzten Rating (November 2008) von 110 historischen Plätzen weltweit die Wachau an erster Stelle. Kriterien der Beurteilung der Destinationen durch Ökologen, Geographen und Tourismusforscher war „die Bewahrung des historischen Charakters und […] ihre Unversehrtheit trotz Massentourismus“
Bevorzugte Tourismuszeit ist zwischen Ostern und Allerheiligen – zu dieser Zeit haben die meisten maßgeblichen Betriebe geöffnet. Diese Einsaisonalität im Tourismus hat sich aufgrund der Vorlieben der meisten Touristen in den letzten Jahrzehnten herauskristallisiert. Grundsätzlich hat die Wachau aber zu allen Jahreszeiten viel zu bieten.
- Frühjahr: Marillenblüte[13], Weinfrühling
- Sommer: Heiße Jahreszeit, Schwimmen in der Donau, schöne Strände (z. B. gegenüberliegend von Dürnstein, in Rührsdorf und in Aggsbach-Markt)
- Herbst: Verfärbung des Weinlaubs, Weinlese, Weinfeste
- Winter: Nebensaison, bei (seltener) Schneebedeckung verwandelt sich die Landschaft mit den Weinterrassen in schwarz-weiße Scherenschnitte, erster Jungwein

### Top-Ausflugsziele

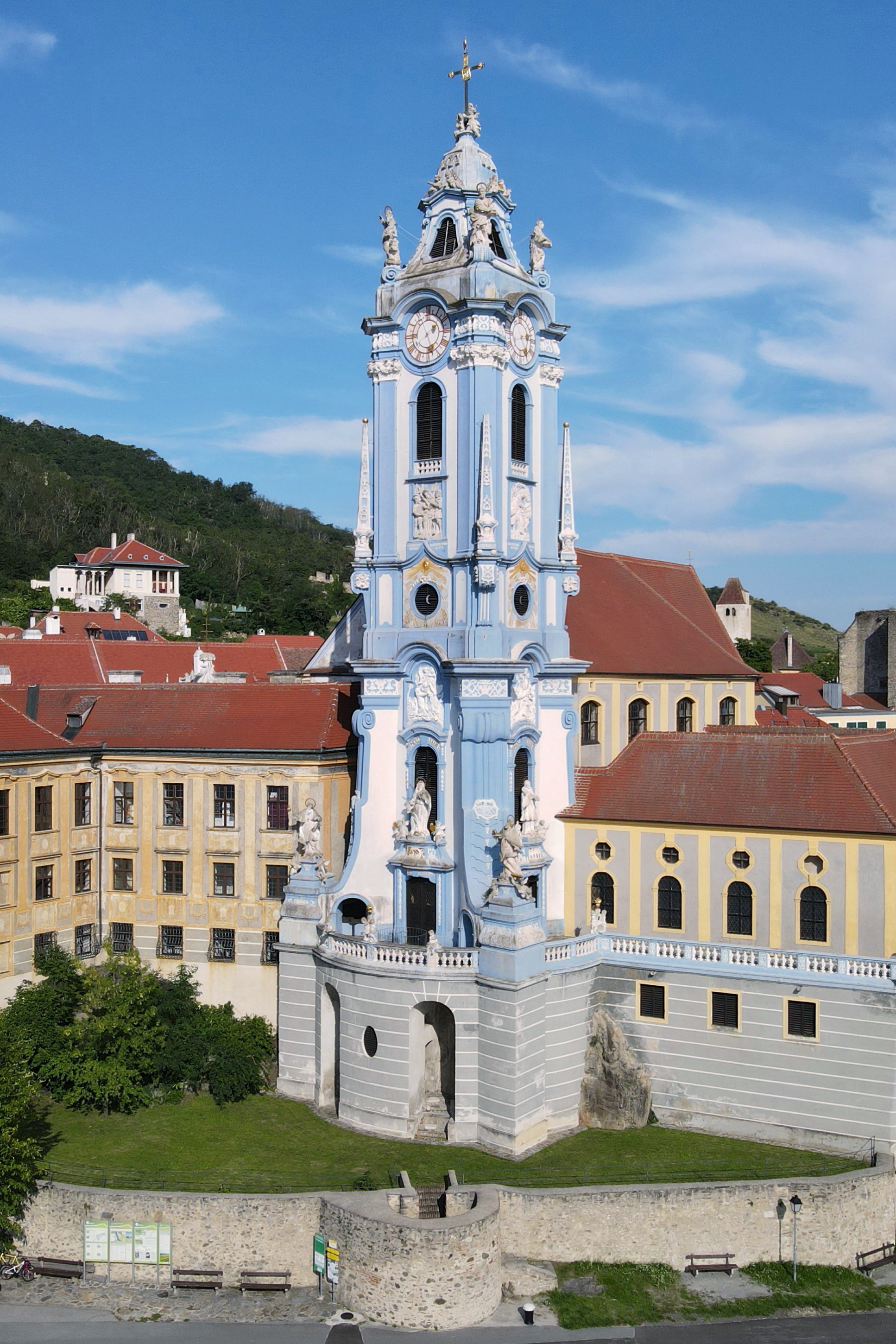
Eines der Wahrzeichen der Wachau, der blaue Glockenturm des ehemaligen Augustinerchorherren-Stiftes in Dürnstein

Zu den wichtigsten Ausflugszielen in der Wachau zählen vor allem:
- Dürnstein – mit der berühmten blauen Kirche
- Spitz
- Krems an der Donau
- Benediktinerstift Göttweig
- Stift Melk
- Winzer Krems mit Weinerlebniswelt Sandgrube 13

### Welterbesteig und Donauradweg
Durch die Wachau führen zwei bekannte Wege.
- Der Donauradweg ist ein Radfernweg, der von der Quelle der Donau bis zu deren Mündung ins Schwarze Meer führt. Ein sehr beliebter Streckenabschnitt ist der Abschnitt durch die Wachau[14].
- Der Welterbesteig Wachau gilt mit seinen 180 km Distanz als Weitwanderweg. Dieser Weg verbindet die 13 Gemeinden des UNESCO-Weltkulturerbes Wachau und führt durch eine aussichtsreiche Landschaft dies- und jenseits der Donau. Ein möglicher Start- und Endpunkt ist Krems an der Donau[15].

### Burgen und Ruinen

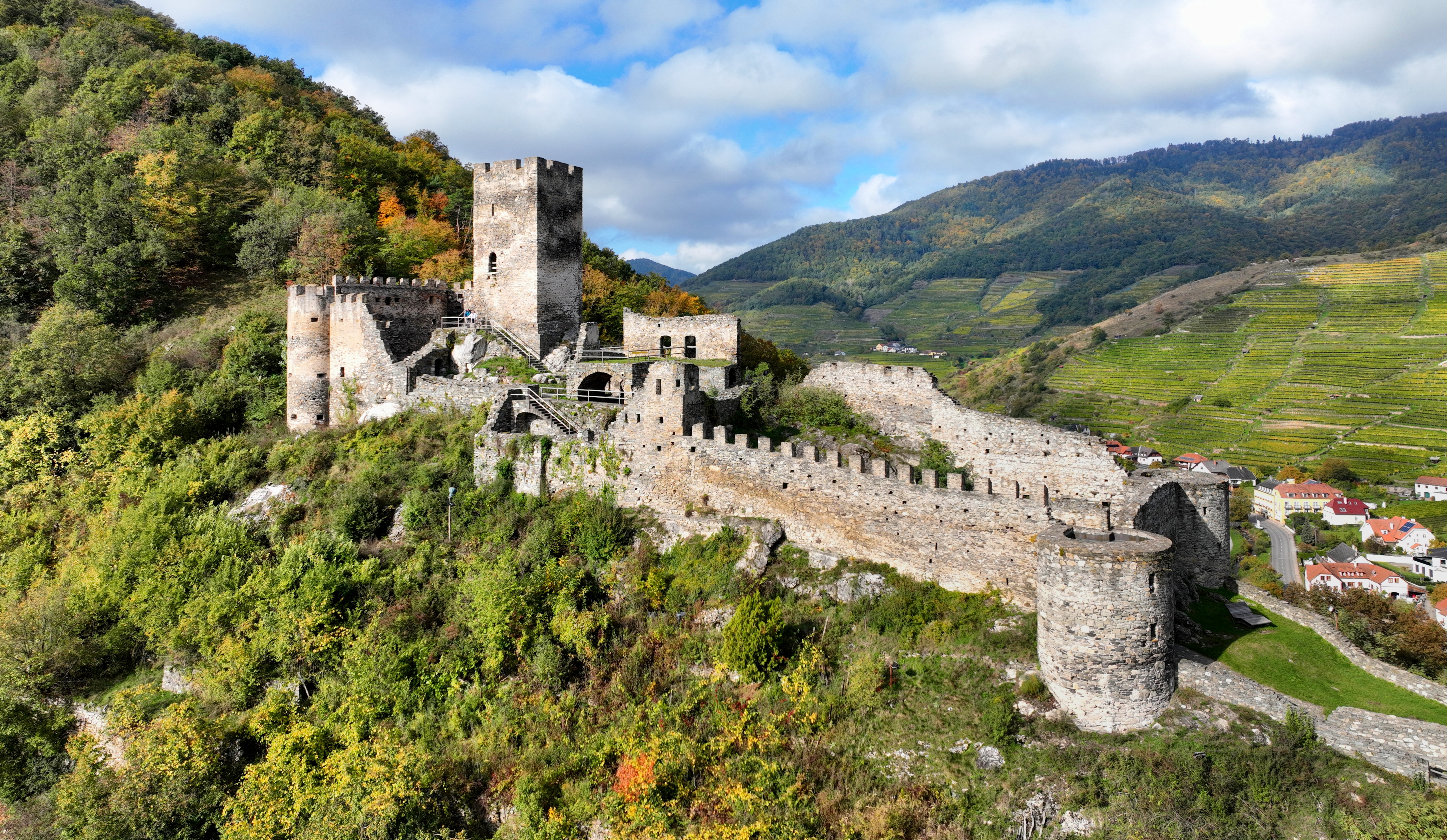
Die frei zugängliche Ruine Hinterhaus in Spitz

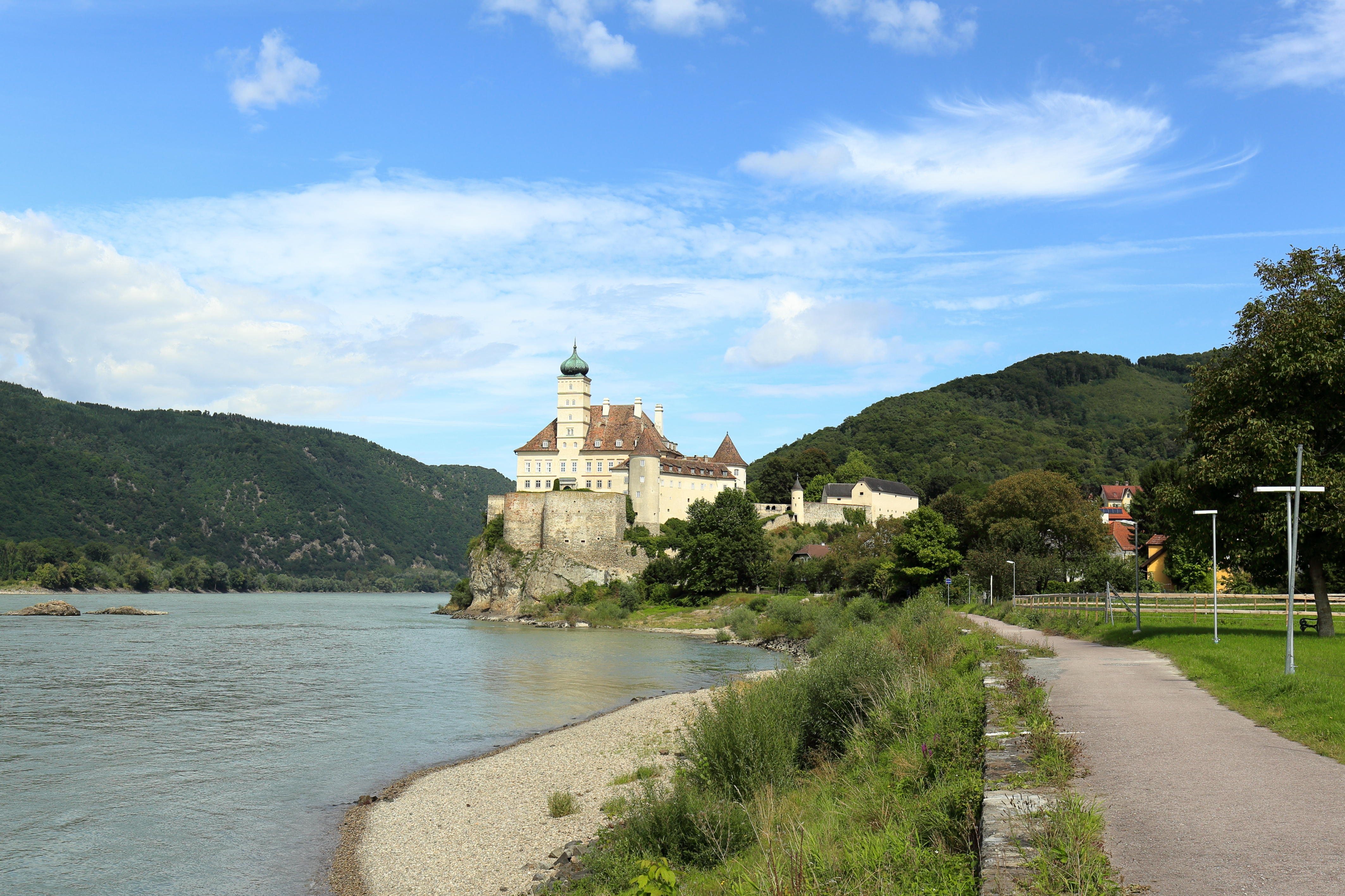
Schloss Schönbühel

Zu wichtigen touristischen Zielen, neben den beiden randliegenden historischen städtischen Regionen Melk und Krems mit ihren Stiften gehören Burgruinen:
- Die Ruine Aggstein wurde 2005 bei ihrem größten Umbau seit 1620 attraktiviert. Sie bietet heute neben modernen Vermittlungsmethoden (Hörführungen) auch die Möglichkeit für Hochzeiten in der wieder geweihten Burgkapelle sowie im Rittersaal.
- Ohne hohen Eintritt zu bezahlen, kann man die Ruine Hinterhaus in Spitz und die Ruine Dürnstein besichtigen.
- Besichtigt werden kann auch die Burg Oberranna in Mühldorf.

Nicht zu besichtigen sind das Schloss Dürnstein, die Burg Nieder Ranna in Mühldorf und das Schloss Schönbühel in Schönbühel-Aggsbach.

### Aussichtswarten
Bereits in der ersten Hälfte des 19. Jahrhunderts wurden auf markanten Berggipfeln oder Aussichtspunkten erste Türme oder Warten errichtet. Die meisten wurden jedoch im ausgehenden 19. Jahrhundert eröffnet. Aber noch heute werden Aussichtswarten gebaut (z. B. Gruberwarte, Seekopfwarte).
- Dachberg-Warte bei Emmersdorf an der Donau
- Jauerling-Aussichtswarte bei Maria Laach am Jauerling
- Gruberwarte bei Weißenkirchen in der Wachau
- Weiglwarte bei Dürnstein
- Seekopfturm bei Rossatz-Arnsdorf
- Starhembergwarte in Dürnstein
- Ferdinandswarte in Bergern im Dunkelsteinerwald
- Donauwarte in Krems an der Donau

### Gesellige Ereignisse

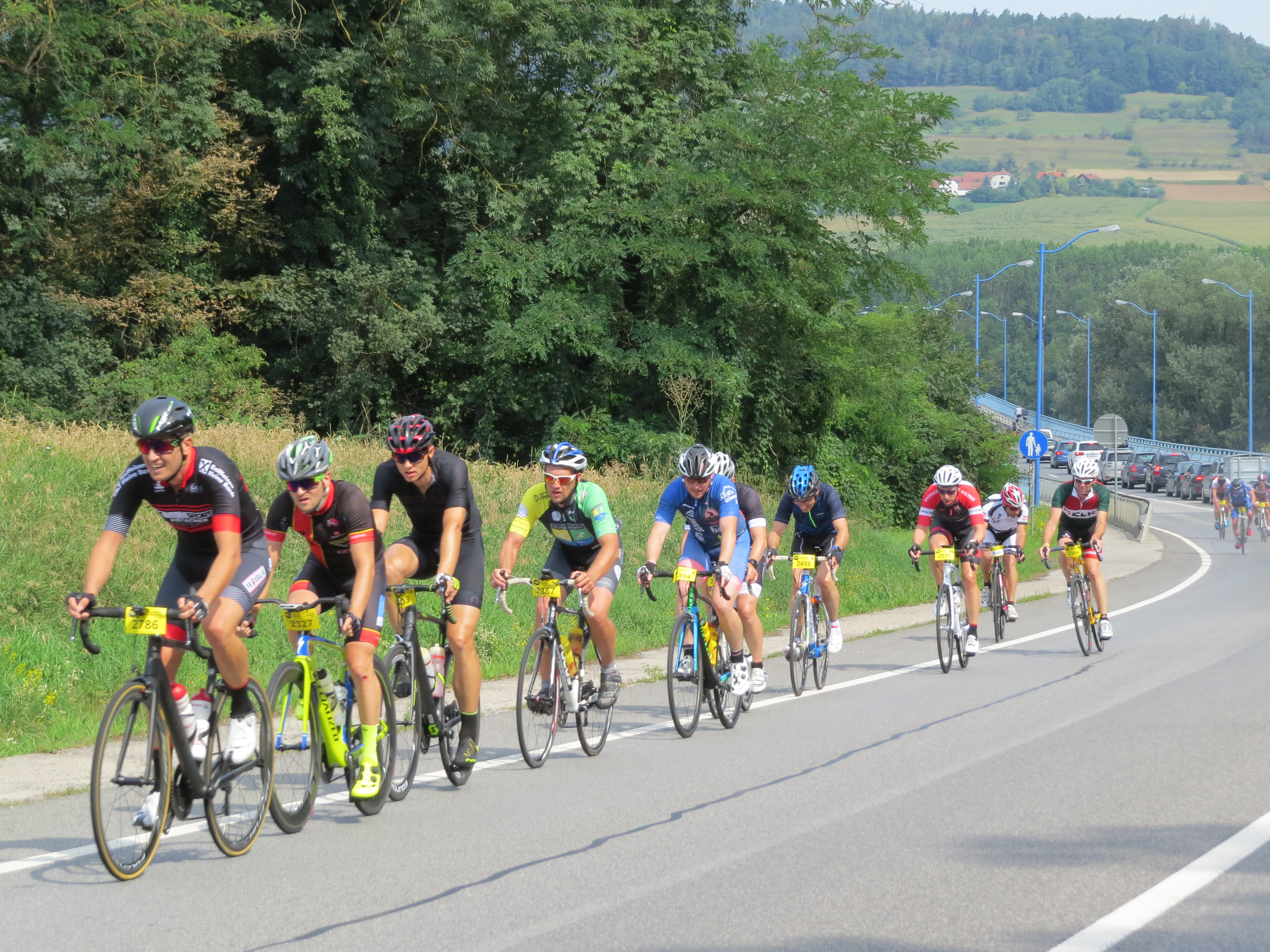
Teilnehmer bei den Wachauer Radtagen 2018 kurz nach der Donaubrücke in Melk

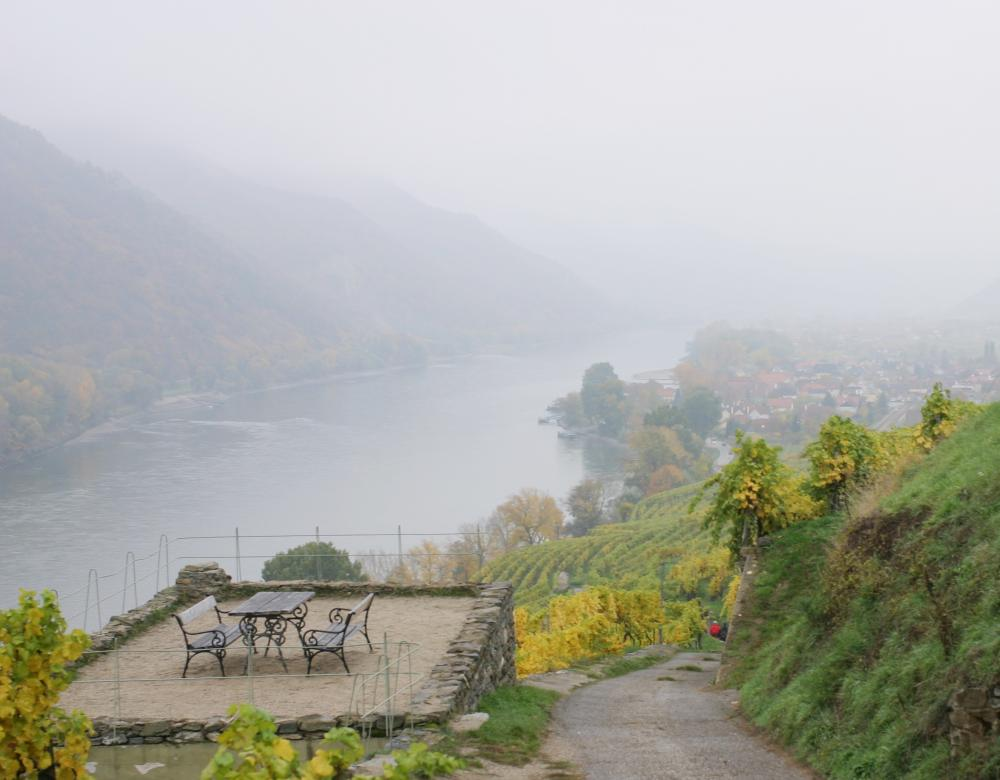
Herbststimmung in der Wachau bei Weißenkirchen

- Wachauer Weinfrühling – weit verbreitete, Weinverkostung der Vinea Wachau Mitgliedsbetriebe am ersten Wochenende im Mai
- Marillenkirtag
- Marillenblüte
- Rieslingfest
- Feuerwerk zur Sommersonnenwende
- Weinlese
- Weinherbst
- Weintaufe
- Wachau-Marathon

sind starke Publikumsmagneten.

### Kulturelle Veranstaltungen
- Wachaufestival in Weissenkirchen: Theateraufführen im Teisenhoferhof[17]
- Sommerspiele Melk[18]

### Tourismusschifffahrt
In der Tourismusschifffahrt zählt die Wachau zu den stärkst befahrenen Donauabschnitten (siehe DDSG Blue Danube und Brandner Schiffahrt). Kleinere Schiffe bieten individuelle Fahrten für Events, Meetings, Familienfeste, speziell die standesamtliche Hochzeit an Bord oder die „Weinriedenfahrt“ der Nostalgie-Tours Wachau.

### Wachau Volunteer
Im Jahr 2011 begann der Alpenverein ein Projekt mit Freiwilligen aus verschiedenen Ländern der Welt, wobei diese bei der Naturschutzarbeit in Spitz an der Donau und Mühldorf halfen. In diesem Jahr kamen ebenso in dem für drei Jahre geplante Projekt Jugendliche im Naturpark Jauerling–Wachau zur Erhaltung der wertvollen und gefährdetsten Biotope und Naturräume. Das Projekt wurde im zweiten Jahr seines Bestehens von der UNESCO als Freiwilligenprojekt des Jahres ausgezeichnet.
In den Jahren 2018–2020 finden insgesamt zwei Arbeitscamps mit Freiwilligen statt.
- Big Five Volunteers: Immer zwei der insgesamt fünf großen Schutzgebiete Niederösterreichs (Nationalpark Thayatal, Nationalpark Donau-Auen, Wildnisgebiet Dürrenstein, Biosphärenpark Wienerwald und Weltkulturerbe Wachau) organisieren ein zweiwöchiges Camp. Dabei verbringen die Freiwilligen jeweils eine Woche in einem Schutzgebiet und helfen bei Pflegemaßnahmen zur Erhaltung der Kulturlandschaft.
- Welterbe-Volunteers Wachau-Mittelrheintal: In Kooperation mit dem Welterbe Mittelrheintal (DE) wird ebenfalls ein zweiwöchiges Camp organisiert. Die Freiwilligen verbringen jeweils eine Woche in der Wachau und eine im Mittelrheintal. Dabei werden lokale Organisationen bei der Pflege und Erhaltung von Trockenrasenflächen, Trockensteinmauern und ähnlichem unterstützt.

Durch diese Projekte werden jährlich 5–10 ha Trockenrasenflächen gemäht und so vor einer Verbuschung bewahrt. Auf diese Weise wird ein Teil der einzigartigen Flora und Fauna der Wachau erhalten.

## Verkehr

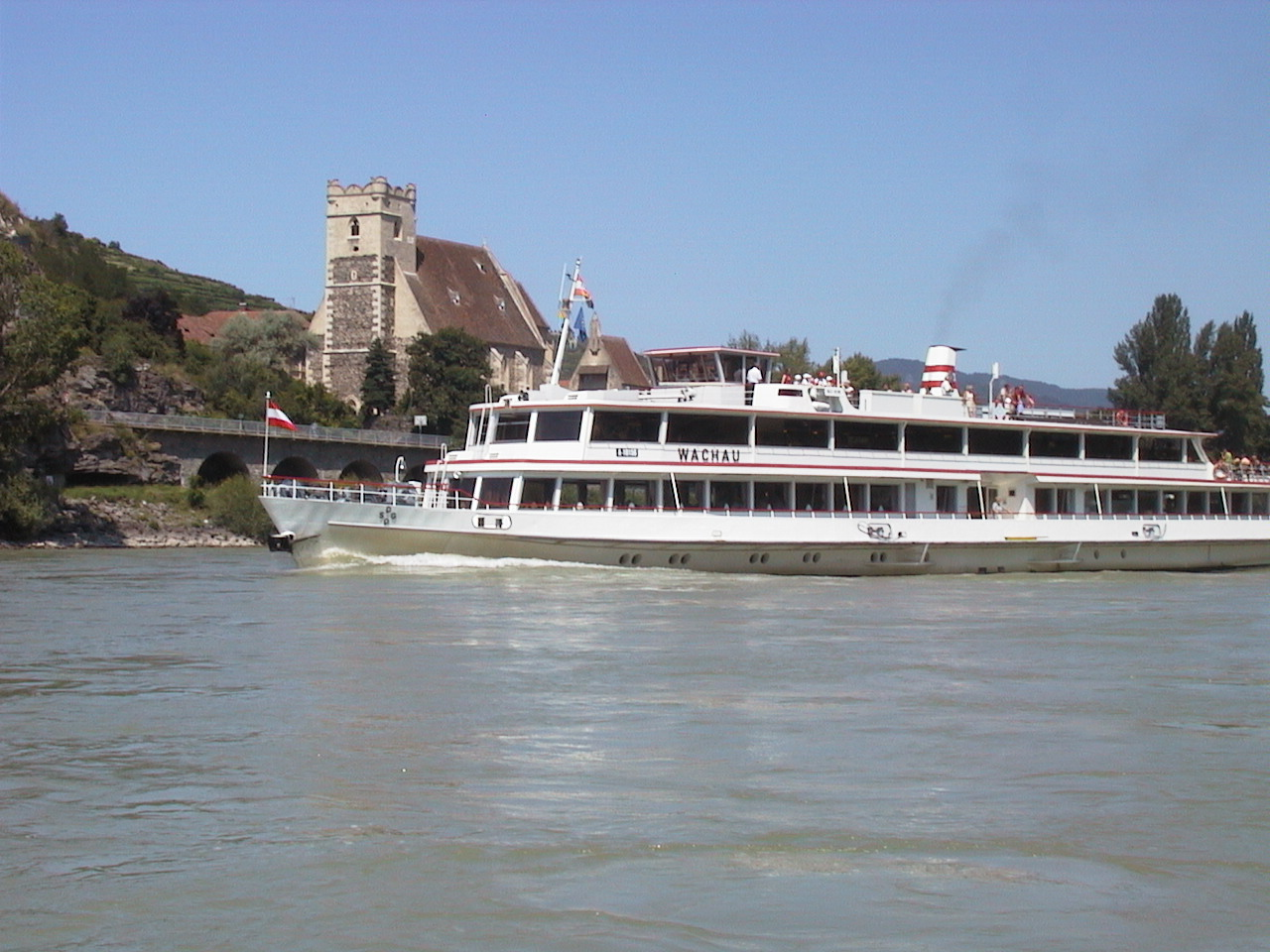
DDSG-Ausflugsschiff „Wachau“ vor St. Michael

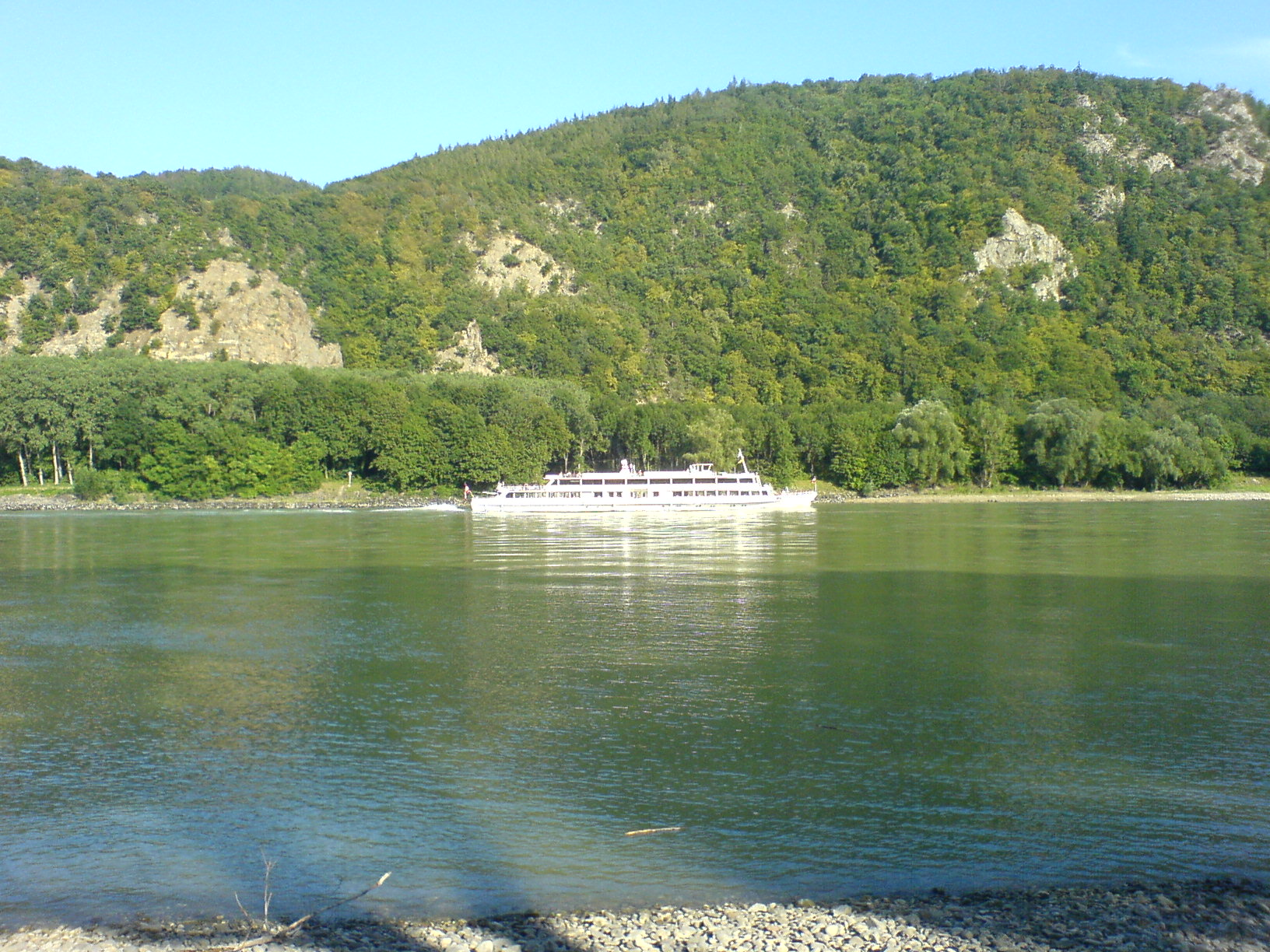
DDSG-Ausflugsschiff „Wachau“ vor Aggsbach Markt

Die Verkehrserschließung erfolgt durch:
- Die Straßenverbindungen Mautern–Melk (südlich der Donau) (Aggsteiner Straße B33) und Krems–Ybbs Persenbeug (Donau Straße B3) (nördlich der Donau).
- Die Donauuferbahn Krems–St. Valentin nördlich der Donau, eine Nebenbahn betrieben von den ÖBB. Seit 2010 verkehrt die Donauuferbahn nur noch als Touristenzug; für den regulären Transport werden Busse eingesetzt.
- Die Radwege beidseitig der Donau sind ein wesentlicher Bestandteil des Donauradweges.
- Der 2010 eröffnete Welterbesteig ist ein 180 km langer Weitwanderweg, der die schönsten Stellen und die wichtigsten Sehenswürdigkeiten beider Donauufer miteinander verbindet.
- Da zwischen der Mauterner Brücke und der Melker Brücke keine Brücken bestehen, kann man die Donau mit einer der beiden Rollfähren bei Spitz–Arnsdorf und bei Weißenkirchen-Sankt Lorenz (Gemeinde Rossatz-Arnsdorf) überqueren. Eine weitere Fähre nur für Personen und Fahrräder verbindet Dürnstein mit Rossatzbach.

Siehe auch: Liste der Donaubrücken

## Filme

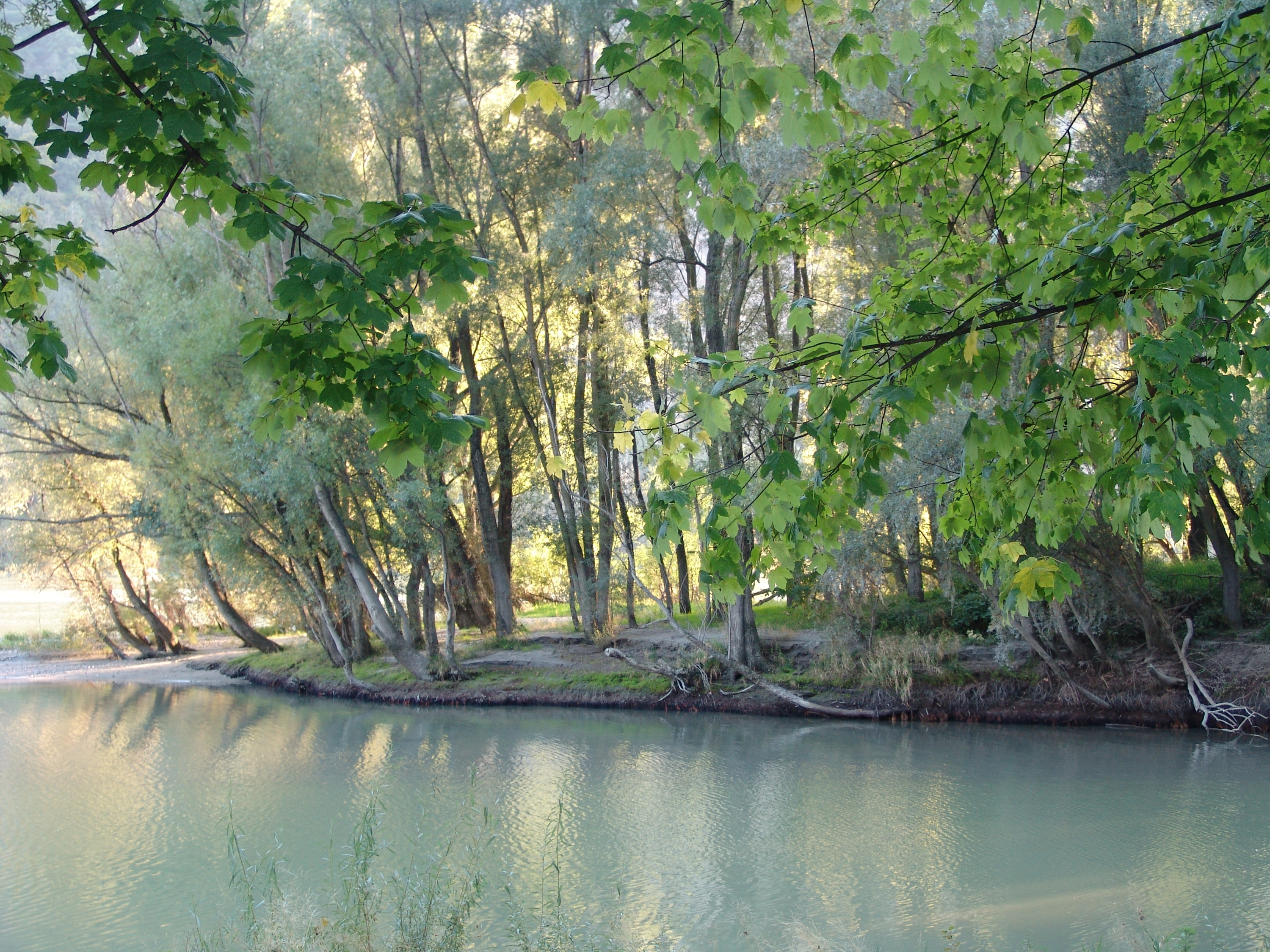
Donauufer mit vorgelagerter Insel nahe Dürnstein

Die Wachau war immer wieder eine beliebte Filmkulisse. Einige Filme auszugsweise:
- Das Kind der Donau. Musikfilm, von Georg Jacoby, u. a. mit Marika Rökk, 1950
- Vier Mädels aus der Wachau. Heimatfilmkomödie, Franz Antel, 1957
- Die Lindenwirtin vom Donaustrand. Heimatfilm, von Hans Quest, u. a. mit Hans Moser, 1957
- Mariandl mit Waltraud Haas, Remake von Hofrat Geiger, 1961
- Mariandls Heimkehr, 1962
- Wachau – Land am Strome. Dokumentation (Universum), Georg Riha, 2005

## Kulturgeschichte

### Sagen
Aus der Wachau sind zahlreiche Sagen überliefert, die sich zum Teil mit mythischen Ereignissen (z. B. die Teufelsmauer) oder mit historischen Ereignissen (z. B. Kriegsereignisse wie den Napoleonischen Kriegen) befassen. Aufgezeichnet wurden die Sagen unter anderem von Hans Plöckinger und Josef Wichner.

### „Wachovia“ in Nordamerika
Namentlich verwandt mit der donauischen Wachau ist eine Gegend mit dem Namen „Wachovia“ – lateinische Abwandlung von „Wachau“ – im Nordwesten des Bundesstaates North Carolina in den Vereinigten Staaten.
Ein 1879 in Winston (jetzt Winston-Salem) gegründetes Geldinstitut erhielt den Namen Wachovia.